# Hollenthon (gruppo musicale)
Gli Hollenthon sono un gruppo musicale symphonic metal austriaco fondato nel 1994.
La band mischia un sound tipicamente melodic death metal con orchestrazioni e cori lirici e gregoriani, utilizzando molto la voce pulita insieme al death growl.

## Formazione
- Gregor Marboe - basso, voce
- Martin Arzberger - chitarra
- Martin Schirenc - voce, chitarra, basso, tastiere
- Mike Gröger - batteria

## Discografia
- 1999 - Domus Mundi
- 2001 - With Vilest of Worms to Dwell
- 2008 - Opus Magnum